# Hemachandra
Hemachandra (gujarati: હેમચંદ્રાચાર્ય)  (Dhandhuka, 1088 - Gujarat, 1172), també anomenat Hemchandra-Charya o Hemchandra-Surí, va ser un acadèmic, polític i religiós jainista indi del segle XII dC.

## Vida i obra
Tot i que els seus pares eren hindús ell es va formar en el jainismeja que a partir dels cinc anys va tenir com a mestre un monjo jainista anomenat Devendra Suri. Als divuit anys ja era monjo i va dedicar tota la seva vida a difondre el jainisme. Va rebre el patronatge dels reis de Gujarat de la dinastia Solanki, Jayasimha Siddharaja i Kumarapala, a la cort de la ciutat de Patan.
Va ser un autor prolífic, defensor del gujarati, la llengua pràcrit pròpia de la seva zona.
Els seus llibres més notables van ser els següents:
- Siddhahemacandra o Siddhahaima, una gramàtica amb les regles del sànscrit i del pràcrit composta a instàncies del rei Siddharaja.[4]
- Dvasrayamahakavya (Poema èpic amb dos propòsits), que és tan una gramàtica com un elogi dels anteriors governants de la dinastia Solanki.[5]
- Yoga Shastra, escrit a petició del rei Kumarapala, es un conjunt de normes de conducta per a laics i ascetes jainistes.[6]
- Trishashtishalakapurushacharitra (Vides de 63 homes il·lustres) i la seva seqüela Sthaviravalicaritra (Vides d'antics jainistes), que potser és la seva obra principal en la qual demostra uns coneixements enciclopèdics.[7]

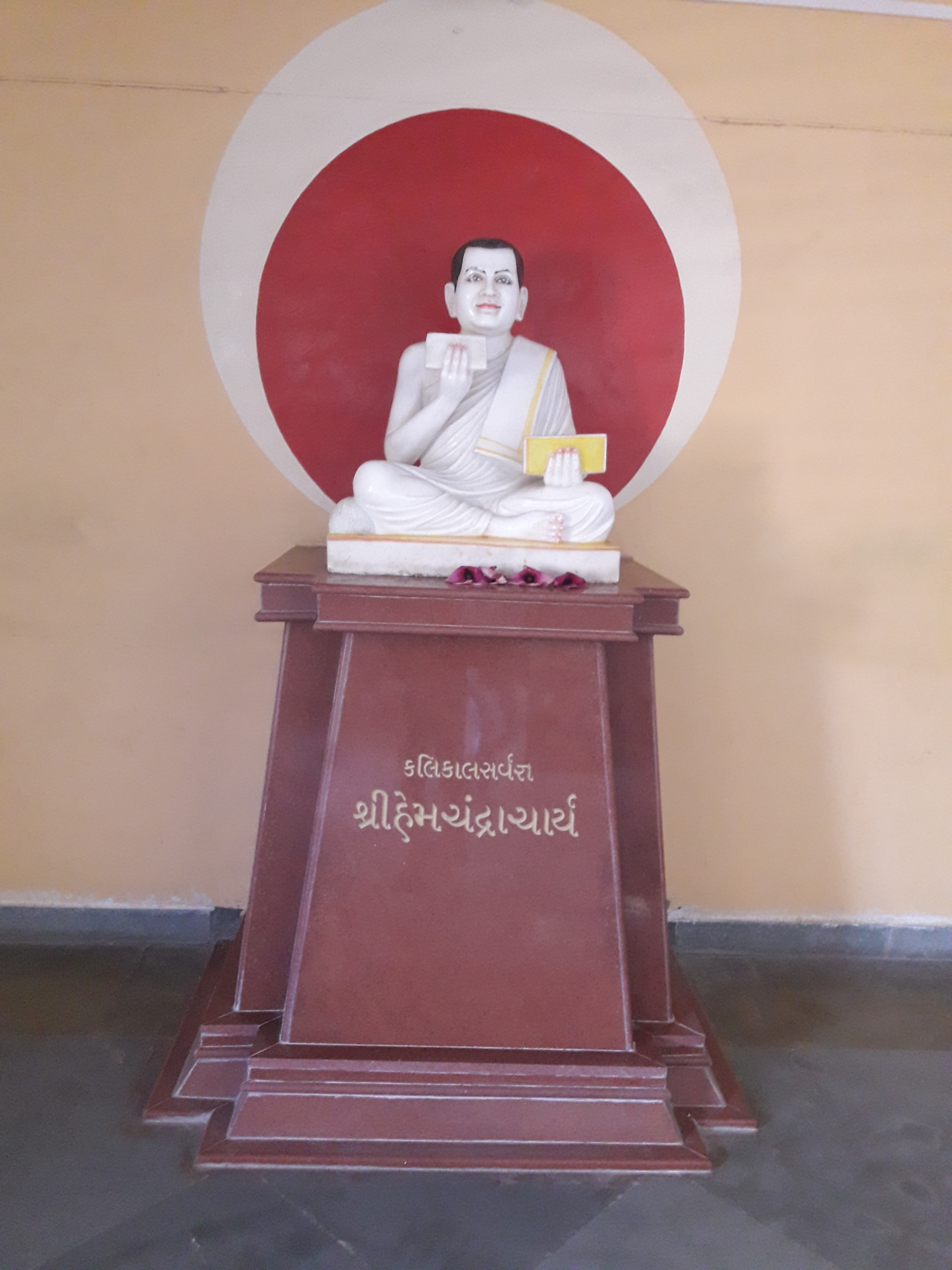
Bust de Hemachandra a la Universitat de Nord-Gujarat a Patan (Gujarat).

Altres llibres seus, menys coneguts, són:
- Linganushasana, un tractat sobre el gènere.
- Abdhidhanachintamani, sobre sinònims
- Nighantushesha, un diccionari de botànica
- Anekarthansamgraha, sobre homònims[8]
- Deśînâmamâlâ, sobre lexicografia[9]
- Kavyanushasana, sobre història literària
- Pramana-mimamsa, un tractat filosòfic
- Laghu-arthaniti, sobre ciència política

Un fet curiós és que, mentre estudiava la prosòdia dels seus idiomes, es va interrogar sobre les combinacions de síl·labes curtes i llargues que podia contenir un vers d'una métrica determinada, i, d'aquesta forma, va arribar als nombres de Fibonacci cinquanta anys abans que el propi Fibonacci.